# Научний Городок
Нау́чний Городо́к (рос. Научный Городок) — селище у складі Барнаульського міського округу Алтайського краю, Росія.

## Населення
Населення — 2934 особи (2010; 2708 у 2002).